# Fjallavatn

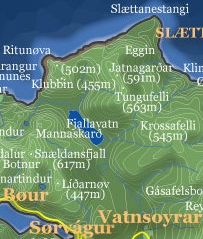
Położenie jeziora

Fjallavatn (duń. Fjeldvandet) – drugie co do wielkości jezioro na Wyspach Owczych, jak i na samej Vágar. Zbiornik zajmuje 1,02 km² i wykorzystywany jest do rybołówstwa. Jezioro to jest jednym z komponentów, dzięki którym wyspa przypomina głowę psa. Tworzy dokładnie jego oko.